# Août, avant l'explosion
Pour plus de détails, voir Fiche technique et Distribution.
Août, avant l'explosion est un film franco- israélien réalisé par Avi Mograbi et sorti en 2003.

## Fiche technique
- Titre : Août, avant l'explosion
- Réalisation : Avi Mograbi
- Scénario : Avi Mograbi
- Photographie : Philippe Bellaïche, Eitan Harris et Avi Mograbi
- Montage : Avi Mograbi
- Production : Les Films d'ici - Avi Mograbi Productions
- Pays d’origine :  Israël -  France
- Genre : documentaire
- Durée : 72 minutes
- Date de sortie : France - 20 août 2003

## Distinctions

### Récompenses
- Berlinale 2002 : Prix de la Paix[1]

### Sélections
- Festival de Cannes 2002 (programmation de l'ACID[2]
- Visions du réel 2002[3]